# Aliança Cívica Democràtica
Aliança Cívica Democràtica (txec Občanská Demokratická Aliance, ODA) fou un petit partit polític de la República Txeca, actiu entre els anys 1989 (fundat poc després de la Revolució de Vellut) i 2007.

## Història
El partit fou fundat el 1989 per un grup d'intel·lectuals sorgits del Fòrum Cívic com un partit liberal-conservador, basat en les idees expressades sovint a The Salisbury Review. L'altre motiu va ser personal antipatia a Václav Klaus i el seu partit ODS. A les eleccions legislatives txeques de 1992 va obtenir uns 300.000 vots (5,93%) i va obtenir 14 escons al Consell Nacional Txec. Va formar part de la coalició de dretes que va presidir com a primer ministre Václav Klaus juntament amb l'ODS i els democristians.
A les eleccions legislatives txeques de 1996 va obtenir el 6,36% dels vots i formà novament coalició amb el Partit Democràtic Cívic i els democristians, presidit per Václav Klaus. Tanmateix, aquest govern no va disposar d'una majoria còmoda a la Cambra (99 de 200 diputats), i després dels escàndols financers del partit governant i dels durs atacs del president Václav Havel, la coalició es va ensorrar. L'ODA va participar en el govern provisional de Josef Tošovský fins que es convocaren les eleccions de 1998.
No va participar en les eleccions legislatives txeques de 1998 "per no dividir els vots de la dreta". Va formar part de la Čtyřkoalice (coalició de quatre) amb la Unió Democristiana-Partit Popular Txecoslovac, Unió de la Llibertat i Unió Democràtica com a oposició a la gran coalició del dretà Partit Democràtic Cívic i a l'esquerrà Partit Socialdemòcrata Txec. Tanmateix, es va convertir en el membre més feble, i després que sortissis a la llum els seus problemes de finançament, va deixar de prendre part de l'escenari polític txec. Només tenia un senador, el príncep Karel Schwarzenberg (Ministre de Relacions Exteriors de la República Txeca des de 2007). Va deixar d'existir el 31 de desembre de 2007.
El multimilionari txec Pavel Sehnal va anunciar el desembre de 2016 que va establir una nova Aliança Democràtica Cívica. Els líders de l'AOD original no estaven involucrats amb el nou partit.

### Eleccions legislatives
| Any  | Vots                 | %                    | Pos                  | Escons               | +/-                  | Govern               |
| ---- | -------------------- | -------------------- | -------------------- | -------------------- | -------------------- | -------------------- |
| 1990 | Dins de Fòrum Cívic  | Dins de Fòrum Cívic  | 6è                   | 11 / 200             | Nou                  | Coalició             |
| 1992 | 383,705              | 5.93%                | 7è                   | 14 / 200             | 3                    | Coalició             |
| 1996 | 385,369              | 6.36%                | 6è                   | 13 / 200             | 1                    | Coalició             |
| 1998 | No hi van participar | No hi van participar | No hi van participar | No hi van participar | No hi van participar | No hi van participar |
| 2002 | 24,278               | 0.5%                 | 13è                  | 0 / 200              |                      | Extraparlamentari    |

### Senat
| Any  | 1a volta | 1a volta | 1a volta | 2a volta | 2a volta | 2a volta | Escons | Total  | +/- |
| Any  | Vots     | %        | Pos.     | Vots     | %        | Pos.     | Escons | Total  | +/- |
| ---- | -------- | -------- | -------- | -------- | -------- | -------- | ------ | ------ | --- |
| 1996 | 222.319  | 8,1      | 5.       | 119.730  | 5,2      | 4.       | 7 / 81 | 7 / 81 | Nou |
| 1998 | 55.554   | 5,8      | 5.       | 52.857   | 9,8      | 4.       | 4 / 27 | 7 / 81 | =   |
| 2000 | 14.020   | 1,6      | 6.       | 10.697   | 1,9      | 6.       | 1 / 27 | 8 / 81 | 1   |
| 2002 | 8.846    | 1,3      |          |          |          |          | 0 / 27 | 5 / 81 | 3   |
| 2003 | 1.096    | 5,5      | 7.       |          |          |          | 0 / 1  | 5 / 81 | =   |
| 2004 | 11.085   | 1,5      | 8.       | 15.088   | 3,2      | 6.       | 1 / 27 | 2 / 81 | 3   |
| 2006 | 1.341    | 0,1      |          |          |          |          | 0 / 27 | 1 / 81 | 1   |